# Едерсвілл (Джорджія)
Едерсвілл (англ. Adairsville) — місто (англ. city) в США, в окрузі Бартоу штату Джорджія. Населення — 4878 осіб (2020).

## Географія
Едерсвілл розташований за координатами 34°22′13″ пн. ш. 84°55′17″ зх. д. / 34.37028° пн. ш. 84.92139° зх. д. (34.370226, -84.921452).  За даними Бюро перепису населення США в 2010 році місто мало площу 23,59 км², уся площа — суходіл.

### Клімат
| Клімат : Едерсвілл                     | Клімат : Едерсвілл | Клімат : Едерсвілл | Клімат : Едерсвілл | Клімат : Едерсвілл | Клімат : Едерсвілл | Клімат : Едерсвілл | Клімат : Едерсвілл | Клімат : Едерсвілл | Клімат : Едерсвілл | Клімат : Едерсвілл | Клімат : Едерсвілл | Клімат : Едерсвілл | Клімат : Едерсвілл |
| Показник                               | Січ.               | Лют.               | Бер.               | Квіт.              | Трав.              | Черв.              | Лип.               | Серп.              | Вер.               | Жовт.              | Лист.              | Груд.              | Рік                |
| Середній максимум, °C                  | 10,4               | 12,9               | 17,5               | 22,4               | 26,6               | 30,8               | 32,3               | 31,9               | 28,6               | 23,3               | 17,2               | 11,7               | 22,2               |
| Середній мінімум, °C                   | −0,9               | 0,8                | 4,4                | 8,6                | 13,3               | 18,2               | 20,3               | 19,8               | 15,7               | 8,7                | 4,2                | 0,4                | 9,5                |
| Норма опадів, мм                       | 126                | 123                | 126                | 105                | 102                | 99                 | 106                | 99                 | 93                 | 92                 | 106                | 117                | 1294               |
| Днів з опадами                         | 10,2               | 9,8                | 9,5                | 8,3                | 9,1                | 9,3                | 10,3               | 9,0                | 7,1                | 6,2                | 8,2                | 9,6                | 106,6              |
| -------------------------------------- | ------------------ | ------------------ | ------------------ | ------------------ | ------------------ | ------------------ | ------------------ | ------------------ | ------------------ | ------------------ | ------------------ | ------------------ | ------------------ |
| Джерело: NOAA (temperature at Calhoun) |                    |                    |                    |                    |                    |                    |                    |                    |                    |                    |                    |                    |                    |

## Демографія
Згідно з переписом 2010 року, у місті мешкало 4648 осіб у 1684 домогосподарствах у складі 1211 родини. Густота населення становила 197 осіб/км².  Було 1939 помешкань (82/км²).
Расовий склад населення:
| - 81,0 % — білих - 13,8 % — чорних або афроамериканців - 0,8 % — азіатів - 0,3 % — корінних американців - 2,5 % — осіб інших рас |

До двох чи більше рас належало 1,5 %. Частка іспаномовних становила 5,4 % від усіх жителів.
За віковим діапазоном населення розподілялося таким чином: 30,7 % — особи молодші 18 років, 61,0 % — особи у віці 18—64 років, 8,3 % — особи у віці 65 років та старші. Медіана віку мешканця становила 31,3 року. На 100 осіб жіночої статі у місті припадало 93,7 чоловіків;  на 100 жінок у віці від 18 років та старших — 87,6 чоловіків також старших 18 років.
Середній дохід на одне домашнє господарство  становив 50 611 долар США (медіана — 43 578), а середній дохід на одну сім'ю — 53 315 доларів (медіана — 44 293). За межею бідності перебувало 17,2 % осіб, у тому числі 10,7 % дітей у віці до 18 років та 9,9 % осіб у віці 65 років та старших.
Цивільне працевлаштоване населення становило 1930 осіб. Основні галузі зайнятості: виробництво — 20,6 %, освіта, охорона здоров'я та соціальна допомога — 19,7 %, роздрібна торгівля — 17,6 %.